# Дни национального траура во Франции

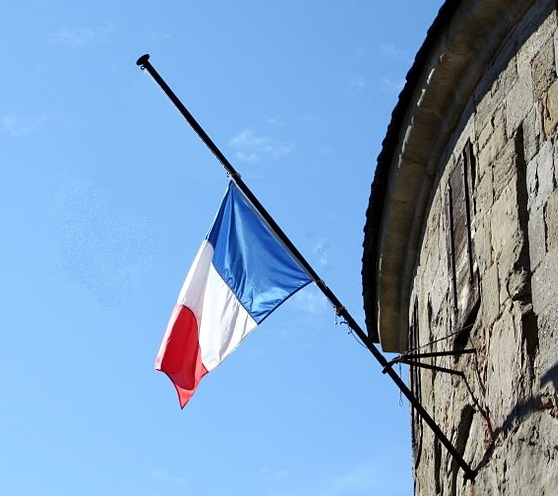
Приспущенный французский флаг

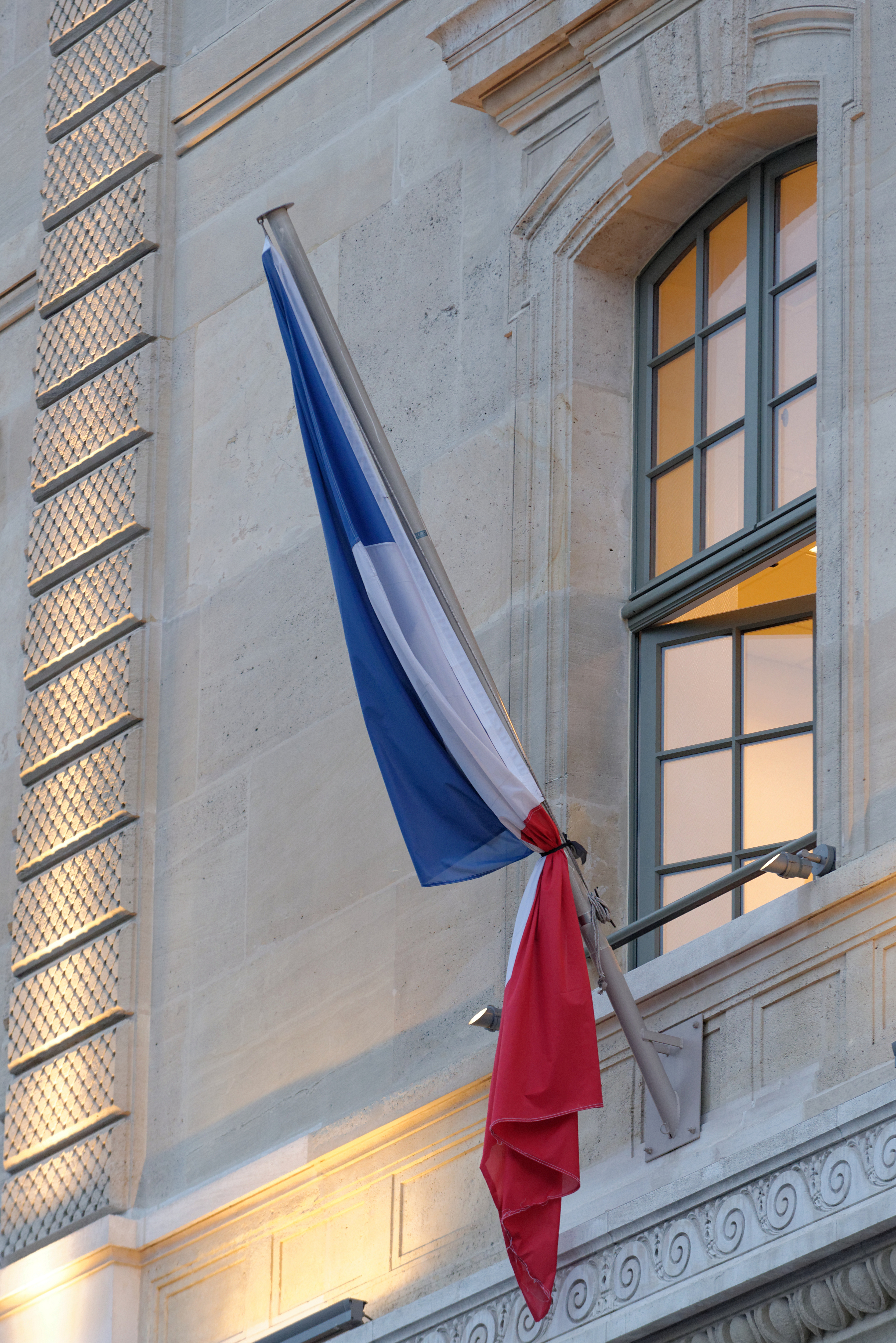
Флаг с чёрной траурной лентой

День национального траура объявляется во Франции Президентом Республики в память о погибших или умерших людях. В этот день флаги на государственных учреждениях приспускаются, а те, которые технически не могут быть приспущены, обвязываются чёрными траурными лентами. Не существует особого закона или иного акта, регламентирующего проведение дней национального траура в стране. По каждому конкретному случаю принимается особое распоряжение правительства страны: так, 14 сентября 2001 года в память о жертвах терактов 11 сентября во всех странах Европейского Союза была проведена 3-минутная минута молчания, звонили колокола церквей, было прервано телевизионное вещание и остановлены поезда в метро. Часто на время траура закрываются государственные и иногда учебные заведения.

## История
Впервые национальный траур был объявлен во Франции в 1930 году, после разрушительного наводнения на юге страны, приведшего к массовым жертвам. Затем в течение четырёх десятилетий траур не объявлялся, после чего в 1970—1990-х годах объявлялся трижды в память об умерших бывших президентах страны. Начиная с 2000-х годов, национальный траур объявлялся четырежды по жертвам террористических актов, пятый раз вновь в память о бывшем президенте. Всего по состоянию на 2019 год, национальный траур объявлялся во Франции 9 раз.
Существуют также дни «неофициального траура», когда по распоряжению главы государства приспускаются флаги на государственных зданиях в память того или иного скончавшегося государственного или общественного деятеля: такие дни объявлялись, например, в апреле 2005 года в память об Иоанне Павле II, в мае 2013 года — в память о Пьере Моруа, а в декабре того же года — о Нельсоне Манделе.
| №  | Дата траура       | События, вызвавшие объявление траура          | Дата события     | Место события                | Описание события | Число погибших |        |
| -- | ----------------- | --------------------------------------------- | ---------------- | ---------------------------- | --- | -------------- | ------ |
| 1  | 9 марта 1930      | Наводнение в Тарне                            | 1—4 марта 1930   | Департамент Тарн             | Самое сильное наводнение в этой части страны за последние несколько веков                                                                        | более 300      | [ 5 ]  |
| 2  | 12 ноября 1970    | Смерть Шарля Де Голля                         | 9 ноября 1970    | Коломбе-ле-Дёз-Эглиз         | Смерть бывшего президента Франции, руководителя борьбы за освобождение страны от нацистской оккупации                                            |                | [ 6 ]  |
| 3  | 6 апреля 1974     | Смерть Жоржа Помпиду                          | 2 апреля 1974    | Париж                        | Смерть действующего президента Франции |                | [ 7 ]  |
| 4  | 11 января 1996    | Смерть Франсуа Миттерана                      | 8 января 1996    | Париж                        | Смерть бывшего президента Франции |                | [ 8 ]  |
| 5  | 14 сентября 2001  | Террористические акты 11 сентября 2001 года   | 11 сентября 2001 | Нью-Йорк, Вашингтон          | Серия террористических атак: умышленные столкновения пассажирских самолётов с двумя небоскрёбами Всемирного торгового центра и зданием Пентагона | 2977           | [ 9 ]  |
| 6  | 8 января 2015     | Террористический акт в редакции Charlie Hebdo | 7 января 2015    | Париж                        | Нападение группы исламистских террористов на редакцию сатирического еженедельника                                                                | 12             | [ 10 ] |
| 7  | 15—17 ноября 2015 | Террористические акты в Париже                | 13 ноября 2015   | Париж, Сен-Дени              | Серия террористических атак: взрывы возле стадиона в Сен-Дени, расстрел посетителей нескольких ресторанов и в концертном зале «Батаклан»         | 130            | [ 11 ] |
| 8  | 16—18 июля 2016   | Террористический акт в Ницце                  | 14 июля 2016     | Ницца                        | Умышленный наезд на грузовике на толпу людей, наблюдавших на Английской набережной за салютом в честь Дня взятия Бастилии                        | 86             | [ 12 ] |
| 9  | 30 сентября 2019  | Смерть Жака Ширака                            | 26 сентября 2019 | Париж                        | Смерть бывшего президента Франции |                | [ 13 ] |
| 10 | 9 декабря 2020    | Смерть Валери Жискар д’Эстена                 | 2 декабря 2020   | Отон, департамент Луар и Шер | Смерть бывшего президента Франции |                | [ 14 ] |